# I'm a Roustabout

I’m a Roustabout est une chanson de rock ’n roll écrite par le tandem Otis Blackwell et Winfield Scott. Enregistrée par Elvis Presley, sous le titre Roustabout, le 3 mars 1964 au studio Radio Recorders, à Hollywood, celle-ci devait être la chanson-titre du film du même nom (L’Homme à tout faire en français), mais elle fut vite rejetée par le producteur Hal Wallis, qui aurait jugé la phrase « stick it in his ear » inappropriée. Ce dernier demanda alors qu’une autre chanson portant le même titre soit écrite : L’équipe Giant-Baum-Kaye rapporta une nouvelle Roustabout et celle-ci fut incluse dans le film et la bande sonore.
La chanson de Blackwell et Scott fut oubliée, bien qu’une rumeur persistante voulue qu’une autre chanson intitulée Roustabout (ou Roustabout No. 2) ait été enregistrée pour le film. Aucun ruban magnétique comportant l’enregistrement n’a jamais été retrouvé, mais la chanson avait cependant été gravée à l’époque sur un acétate. Lorsque la compagnie BMG eu enfin la chance de l’avoir en sa possession après des années de recherches, la copie fut restaurée. Ré-intitulée I’m a Roustabout, elle a paru sur la compilation 2d To None en 2003.
La chanson I'm a Roustabout a été reprise par le groupe The Taildraggers en 2005 sur leur album I Don't Sound Like Nobody sur l'étiquette Tombstone.